# Sara Gómez
Sara Gómez (Guanabacoa, 8 de noviembre de 1942 - ibídem, 2 de junio de 1974) fue una cineasta, guionista, música y periodista cubana. Es reconocida como la primera mujer cubana que dirigió un largometraje de ficción: De cierta manera (1974).

## Biografía
Nació en la tradicional ciudad de Guanabacoa, a unos 5 km al sureste de La Habana Vieja.
Mientras estudiaba en la escuela secundaria, cursó seis años de música en el Conservatorio Municipal de La Habana «Amadeo Roldán» (en calle Rastro y la Calzada de Belazcoaín).
Mientras tanto también ejerció el periodismo en el periódico estudiantil Mella y en el semanario Hoy, Domingo.
Tras terminar la escuela secundaria, en 1961 ―con apenas 18 años de edad― Sara Gómez pasó unos meses en la ciudad de Nueva York.
En agosto de ese mismo año (1961) empezó a estudiar en el ICAIC (Instituto Cubano del Arte e Industria Cinematográficos). Al año siguiente (1962) realizó tres pequeños documentales para la Enciclopedia popular que dirigía el cineasta Octavio Cortázar (1935-2008). Después fue asistente de dirección de la cineasta belga Agnès Varda (en el documental Salut les cubains! ―‘¡Saludos, cubanos!’―, de 1963), de Tomás Gutiérrez Alea (en el largometraje Cumbite, de 1964) y de Jorge Fraga (en el largometraje El robo, de 1965).
Mientras desarrollaba su labor como asistente de dirección, inició su carrera en la dirección de documentales. Las temáticas fundamentales de su obra fueron la cultura popular y las tradiciones, la marginalidad, el racismo, el feminismo y la inclusión social de las mujeres.
A principios de 1974 fue promovida en el ICAIC a directora de filmes de ficción, y comenzó su ópera prima, De cierta manera.
En el transcurso de la filmación, el 2 de junio de 1974 falleció ―a la temprana edad de 31 años― a causa de un paro respiratorio provocado por uno de sus frecuentes ataques de asma, y la película tuvo que ser terminada por Tomás Gutiérrez Alea y Julio García Espinosa.

## De cierta manera
De cierta manera (1974-1977) es un documental-ficción que narra la conflictiva relación entre una maestra y un obrero mulato al borde de la marginación, en el marco de la supuesta colonia modelo del barrio de Miraflores de La Habana en 1962 para erradicar la delincuencia y la marginación de un determinado sector de la población. Está considerado como el primer largometraje dirigido por una mujer cubana. En ella Gómez profundiza en las raíces ideológicas del machismo en el pasado colonial de Cuba además de presentar las contradicciones y limitaciones de la Revolución Cubana.

## Filmografía

### Como directora
- 1962: Plaza Vieja, documental de 8 minutos para la Enciclopedia popular, n.º 28).
- 1962: Solar habanero, documental de 10 min. para la Enciclopedia popular,  número especial, n.º 31).
- 1962: Historia de la piratería, documental de 10 min. para la Enciclopedia popular, número especial).
- 1964: Iré a Santiago, documental de 15 min.
- 1965: Excursión a Vuelta Abajo, documental de 10 min.
- 1966: Guanabacoa: crónica de mi familia, documental de 13 min.
- 1967: ...Y tenemos sabor, documental de 30 min.
- 1968: En la otra isla, documental de 41 min.
- 1968: Una isla para Miguel, documental de 22 min.
- 1969: Isla del tesoro, documental de 10 min.
- 1970: Poder local, poder popular, documental de 9 min.
- 1971: Un documental a propósito del tránsito, documental de 17 min.
- 1971: De bateyes, documental de 20 min. (inédito).
- 1972: Atención prenatal, documental de 10 min.
- 1972: Año uno, documental de 10 min.
- 1972: Mi aporte, documental de 33 min.
- 1973: Sobre horas extras y trabajo voluntario, documental de 9 min.
- 1974: De cierta manera, ficción de 79 min.; con dramaturgia de Tomás Gutiérrez Alea y Julio García Espinosa (que se encargarían de terminar de filmarla).

### Como asistente de dirección
- 1964: Cumbite, ficción de 82 min.; dirigida por Tomás Gutiérrez Alea.
- 1965: El robo, ficción de 99 min.; dirigida por Jorge Fraga.

## Premios y reconocimientos
- 1973: Mención de la Selección Anual de la Crítica (La Habana), por Sobre horas extras y trabajo voluntario (dentro del grupo de documentales realizados con motivo del XIII Congreso de la CTC).
- 1977 (póstumo): De cierta manera, mención de la Selección Anual de la Crítica (La Habana) como «uno de los diez filmes más significativos del año».

Sara Gómez Yera creyó en la cultura popular de Cuba y de América. Afirmó su ser en medio de un proceso social vertiginoso, y lo tradujo con un espíritu limpio, franco y tenaz; creyó en los cambios sustanciales que toda revolución engendra, asumió su esencial condición de ser humano a través de tres componentes insoslayables: raza, sexo y nacionalidad; fue mordaz y atrevida; madre, cocinera y fotógrafa; fue tierna e industriosa, versátil hasta colocarse en lo más alto de ese arcoíris inmenso que baila ante nuestros ojos como señal inconfundible de su cine.
Nancy Morejón (1944-), poetisa, crítica y ensayista cubana

En La Habana se nombró en su honor la Mediateca de la Mujer Realizadora Cubana «Sara Gómez».
También en su honor, el Consejo Nacional de Casas de Cultura (La Habana) otorga cada año el «premio Sara Gómez».
En 2020, el Festival de Cine de Mujeres (Femcine), que se celebra en Santiago de Chile, le dedicó una muestra para reconocer su talento y dar a conocer su obra.

## Vida privada
Tuvo tres hijos: dos mujeres y un varón. El menor de ellos ―Alfredo Hernández Gómez (1971-2012), músico de profesión y diseñador de sonido para cine― dijo de su cine:

En plena Guerra Fría, con los sistemas educativos y sociales importados de Rusia, ella levantó su propia voz para denunciar la situación real de la Isla y la estoica participación de su gente en el sueño de una sociedad que para muchos era considerada un modelo social. [...] Perdí muy pequeño a mi madre, soy el menor de tres hermanos. Lo curioso ha sido descubrirla a lo largo de las décadas a través de sus películas. Allí se encuentra su esencia más pura, la de cubana aguerrida, curiosa, siempre del lado de la justicia. [...] Su obra es actual por ser absolutamente verídica: eran tiempos del Gulag ruso, de una vigilancia atroz, donde la mayoría de los niños y jóvenes cubanos crecían bajo un programa educativo y social en el que voces como las de Sara Gómez se antojaban escandalosas. [...] La obra de mi mamá mostraba a un tipo de cubano que en ese tiempo tenía una ideología limpia, llena de ilusión por construir una patria mejor, pero lo más importante es que nunca se olvidó de la crítica, no le interesaba mostrar mundos idealizados, sólo ser un testigo fiel de su época y su tiempo. [...] Hoy, a más de 30 años de su muerte, después de tantos cambios políticos y económicos, con muchos cubanos lanzándose al mar y otros tanto manteniéndose fieles a la vida en la isla, el nombre de Sara Gómez se levanta profético, agudo, pero ante todo, completamente justo y vinculado con su gente.
Alfredo Hernández Gómez (hijo de Sara Gómez) en una entrevista en México